# Linia kolejowa Blumenberg – Eilsleben
Linia kolejowa Blumenberg – Eilsleben – niezelektryfikowana, jednotorowa i lokalna linia kolejowa w kraju związkowym Saksonia-Anhalt, w Niemczech. Linia łączy Blumenberg z Eilsleben.